# فریزر فورستر
فریزر جرارد فورستر (انگلیسی: Fraser Gerard Forster؛ زادهٔ ۱۷ مارس ۱۹۸۸) بازیکن فوتبال اهل انگلیس است که در باشگاه تاتنهام هاتسپر عضویت داشت.
وی همچنین سابقهٔ عضویت در تیم‌های نیوکاسل یونایتد، بریستول راورز، نوریچ سیتی، سلتیک و ساوت‌همپتون را نیز دارد.
فورستر در لیگ برتر اسکاتلند در تیم سلتیک، در ۴ فصل متوالی (۱۱–٬۲۰۱۰ ۱۲–٬۲۰۱۱ ۱۳–۲۰۱۲ و ۱۴–۲۰۱۳) بیشترین کلین شیت را داشته‌است.

## تیم ملی انگلیس
فریزر فورستر اولین بار توسط روی هاجسون به تیم ملی انگلیس دعوت شد. او اولین بازی ملی خود را در تاریخ ۱۵ نوامبر ۲۰۱۳ در یک بازی دوستانه مقابل تیم ملی شیلی در ورزشگاه ومبلی نیز به انجام رساند. وی به همراه تیم ملی انگلیس، در جام جهانی ۲۰۱۴ و جام ملت‌های اروپا ۲۰۱۶ نیز حضور داشت.

## افتخارات
باشگاهی
- نوریچ سیتی
- لیگ یک انگلستان: ۱۰–۲۰۰۹
- سلتیک
- لیگ برتر اسکاتلند: ۱۲–٬۲۰۱۱ ۱۳–٬۲۰۱۲ ۱۴–۲۰۱۳
- جام حذفی اسکاتلند: ۱۱–٬۲۰۱۰ ۱۳–۲۰۱۲
- ساوت‌همپتون
- جام اتحادیه انگلستان: ۱۷–۲۰۱۶